# Porcelana de Meissen

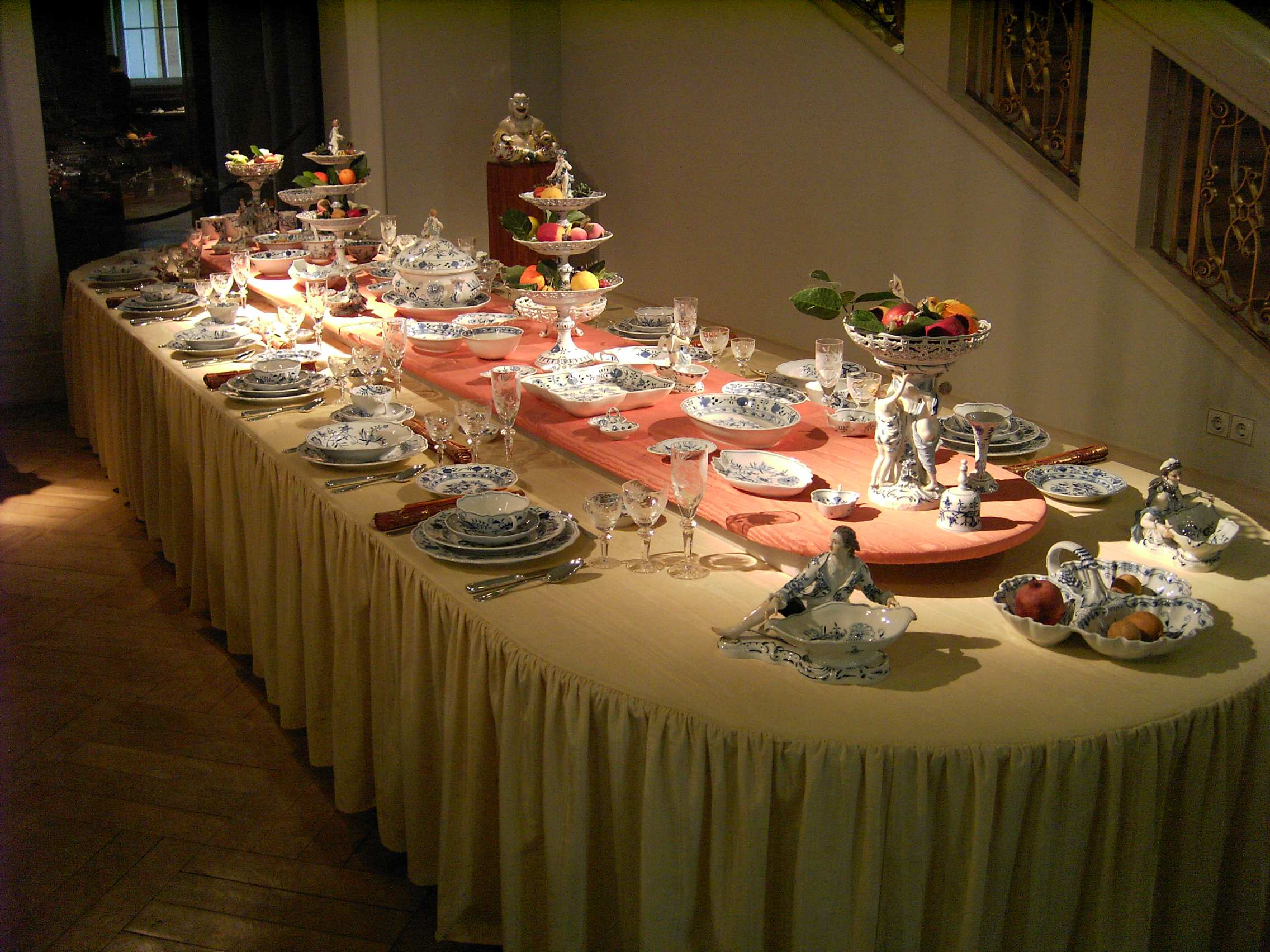
Un servicio de mesa completo de cerámica de Meissen.

La porcelana de Meissen (en alemán Meißner Porzellan) es la primera porcelana producida en Europa, tras los resultados conseguidos en 1708 por Ehrenfried Walther von Tschirnhaus. Con la muerte prematura de este, Johann Friedrich Böttger continuó su trabajo, por lo que a menudo es considerado erróneamente responsable de su invención. La producción de porcelana de Meissen comenzó en 1710 atrayendo a artistas y artesanos. La compañía sigue en actividad como Staatliche Porzellan-Manufaktur Meissen GmbH. Su logotipo, dos espadas cruzadas (quizá una de las marcas más antiguas que se conocen), fue creado en 1720 con la intención de proteger su producción de falsificaciones.

## Historia

### Inicios

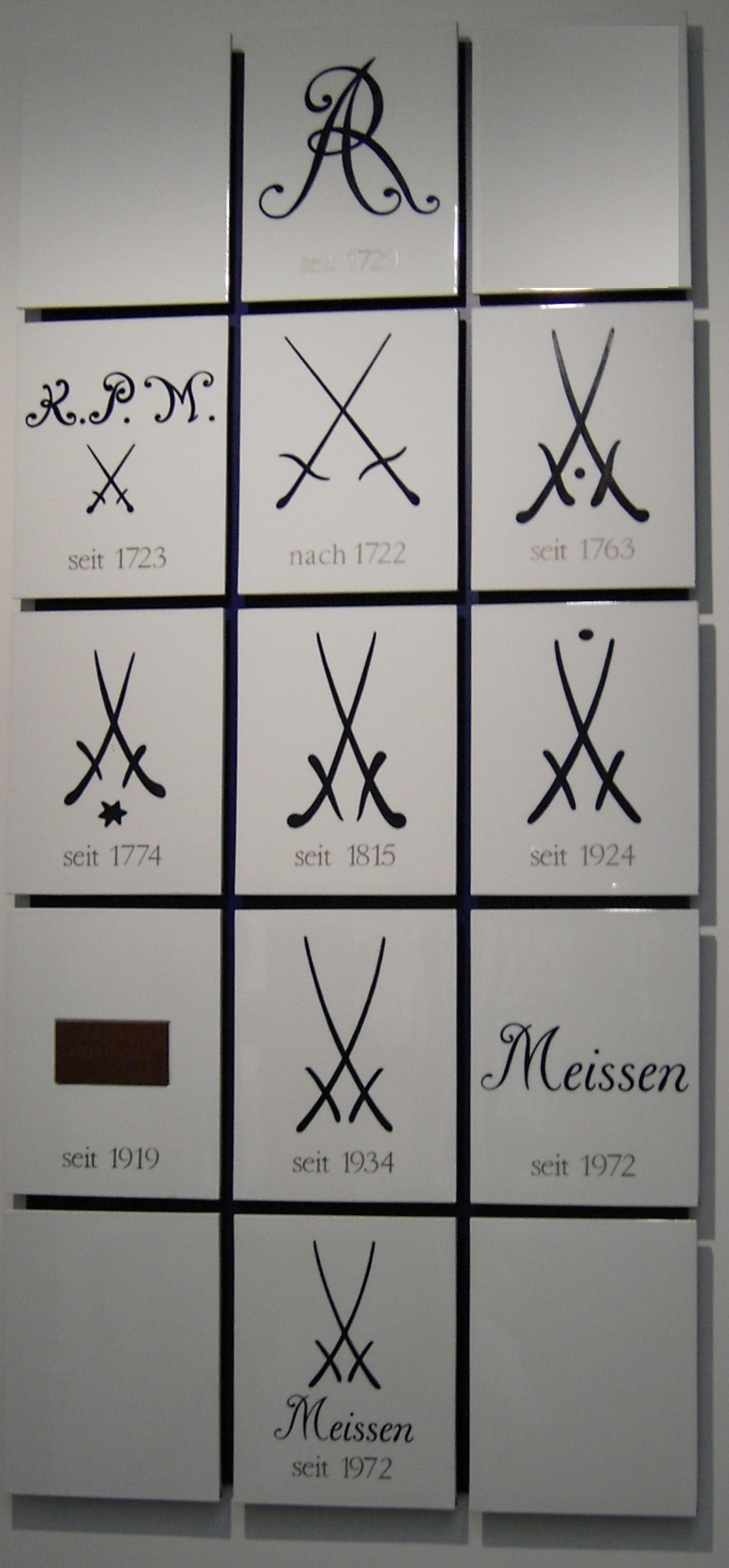
Emblemas típicos de la cerámica de Meissen, a partir del diseño de Friedrich August Köttig.

Desde tiempos remotos se ha fabricado porcelana en China. Ya en el siglo xvii, la porcelana oriental era una mercancía muy valorada. La mayor parte era importada de China y Japón por la Compañía Holandesa de las Indias Orientales. La porcelana oriental era símbolo de riqueza, importancia y buen gusto. Este es el motivo por el que se pensó en la posibilidad de producir porcelana en Europa, cuando los intentos anteriores de elaborar porcelana habían sido un fracaso, como es el caso de la porcelana de Médici.
A comienzos del siglo xviii Johann Friedrich Böttger aseguró tener la fórmula para cumplir el sueño de los alquimistas de convertir materiales sin valor en oro.
Cuando el Elector de Sajonia y rey polaco Federico Augusto I el Fuerte se enteró de sus trabajos, le puso bajo su custodia y le pidió que hiciera oro para él. Durante muchos años Böttger no tuvo éxito en su tarea. Al mismo tiempo, Ehrenfried Walther von Tschirnhaus, un matemático y científico, experimentaba con la fabricación de cristal intentando crear porcelana.
Tschirnhaus supervisó a Böttger y hacia 1707 Böttger comenzó –a regañadientes– a prestar ayuda en los experimentos de Tschirnhaus. Cuando Tschirnhaus murió repentinamente, parece ser que la receta pasó a manos de Böttger, que en menos de una semana anunció al Elector Augusto que podía fabricar porcelana. Böttger perfeccionó la fórmula y, con la ayuda de sus ayudantes holandeses, hizo experimentos relacionados con la fabricación y decoración de azulejos. En 1709, Augusto el Fuerte fundó la primera manufactura de Meissen e instaló el laboratorio de Böttger en el castillo de Albrechtsburg en Meissen. La producción empezó oficialmente en 1710.

### Comienzo de la producción
El primer tipo de porcelana producido por Böttger era un material refinado, extremadamente duro y de color rojo que se conocía en Alemania como Böttgersteinzeug ("gres de Böttger"). Destacaba la gran nitidez y definición de los detalles, añadidos mediante moldes, con que se adornaban las piezas. Estas podían ser pulidas y abrillantadas antes del proceso de cocción. Las obras imitaban figuras de plata barrocas y cerámicas chinas. Pronto se empezó a elaborar en Meissen porcelana blanca de pasta dura, un tipo especial de porcelana que se había comenzado a fabricar en China en el siglo ix y que se obtenía cociendo a temperaturas muy elevadas un aglomerado que contenía caolinita y una roca feldespática denominada "petunse". Esta porcelana de pasta dura podía ser vidriada y pintada y se comercializó a partir de 1713.
La mercancía resultante de los experimentos de Böttger mejoró su calidad rápidamente, pero nunca llegó a caracterizarse por la calidad de su decoración. La primera vez en la que se puede hablar de éxito fue cuando los ornamentos fueron grabados en oro sobre la pieza cocida antes de recibir un segundo horneado a menor temperatura. Las decoraciones de esmaltado policromático fueron introducidas por Johann Gregorius Höroldt en 1723, con una paleta de colores cada vez mayor que marcó el principio de la denominada "fase clásica" de la porcelana de Meissen. Sus pinturas al esmalte siguen siendo hoy en día la base de la pintura sobre cerámica. Inicialmente, las pinturas eran imitaciones de motivos orientales. El logotipo de la porcelana, grabado en azul bajo el vidriado, fue introducido por primera vez por Friedrich August Köttig. Paisajes y escenas portuarias detalladas minuciosamente, animales, flores, escenas "galantes" y chinoiseries inspiraron pronto las decoraciones de la porcelana de Meissen.
Se imitaron los jarrones de Kakiemon y juegos de té japoneses. Los motivos florales representados en estas porcelanas japonesas conservan aún hoy el nombre de indianische Blume(n), flor(es) de la India, porque al ser importadas por las compañías de las Indias Orientales de los distintos países europeos la gente pensaba que las propias porcelanas eran indias. Asimismo se copiaban pinturas del artista barroco francés Antoine Watteau. Se fabricaban igualmente en Meissen porcelanas vidriadas de colores sin decoración alguna, que eran vendidas al por mayor a talleres privados para ser esmaltadas en estos. El mecenazgo de Augusto el Fuerte atrajo a Meissen a algunos de los mejores artistas de Europa.

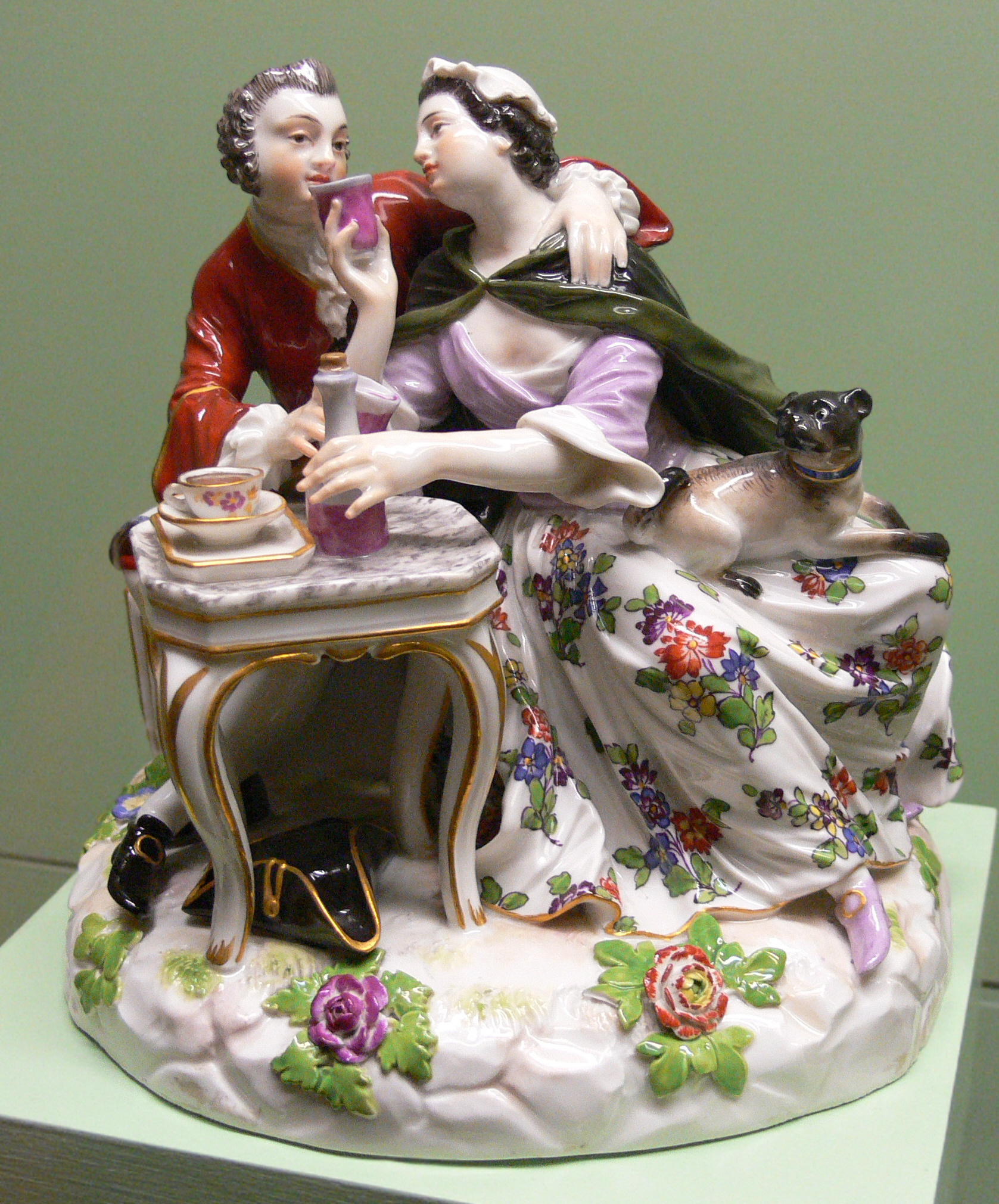
Figuritas de estilo rococó de Kändler (1744).

### Inicio de la fama
Pronto se empezó a emplear el laboratorio de Albrechtsburg para guardar los secretos de la manufactura del "oro blanco". Como precaución, eran muy pocos los trabajadores que conocían los arcanos de la elaboración de la porcelana. Aun cuando un trabajador conocía algunos secretos del oficio, estos se referían solo a una parte del proceso. Por esto, durante algunos años, Meissen tuvo el monopolio de la producción de porcelana de pasta dura en Europa. En torno a 1717, la competencia se estableció en Viena, ya que Samuel Stöltzel vendió la receta secreta, que incluía el empleo de caolinita o "barro chino". Ya en 1760, unos 30 fabricantes de porcelana estaban asentados en Europa. Sin embargo, la mayor parte de ellos producía porcelana de pasta blanda debido a la falta de yacimientos locales de caolinita.
Con el fin de identificar los productos originales de Meissen, se marcaban al principio con un diseño pintado en la superficie. Enseguida, estos diseños identificativos se grabaron en azul por debajo del vidriado. Las primeras marcas como "AR" (Augustus Rex, el monograma del rey), K.P.M. (Königliche Porzellan-Manufaktur), M.P.M. (Meissener Porzellan-Manufaktur) y K.P.F. ("Königliche Porzellan-Fabrik) fueron sustituidas finalmente por el logotipo de las dos espadas cruzadas. Introducido en 1720, se empezó a utilizar de forma habitual a partir de 1731 por decreto oficial. Las diferentes variaciones en el estilo de las espadas permiten hoy en día datar las porcelanas de Meissen.

## Desarrollo artístico

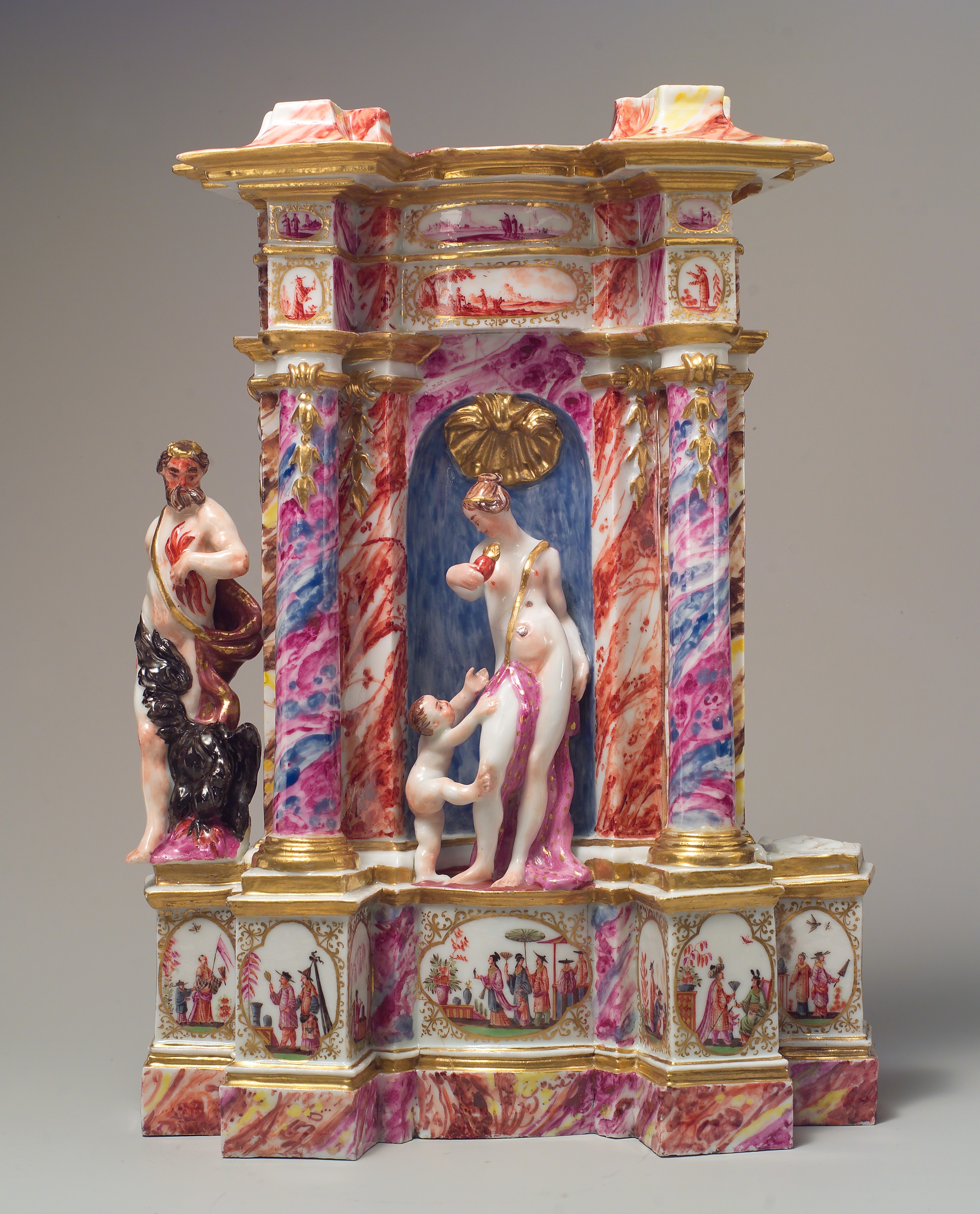
Porcelana de decoración de la factoría Meissen.

Augusto el Fuerte encargó primero el diseño de nuevos jarrones a Johann Jakob Irminger. En 1720 Johann Gregorius Höroldt asumió el cargo de director e introdujo colores brillantes que aumentaron la fama de la porcelana de Meissen. El escultor Johann Jakob Kirchner fue el primero en hacer estatuas con esta porcelana, especialmente miniaturas y efigies de santos de estilo barroco. Su asistente fue Johann Joachim Kändler, que sería posteriormente el escultor más famoso de Meissen. En 1733 Kirchner dimitió y Kändler pasó a desempeñar el cargo de jefe de maestros escultores. Bajo su dirección, Meissen produjo una serie de miniaturas, que a menudo representaban escenas de la corte, que exprimió todas las posibilidades que ofrecían los nuevos materiales. Su colección de figuras de animales de gran escala supone uno de los puntos cumbre de la historia de la porcelana en Europa. Su trabajo se tradujo en la producción de espléndidas miniaturas de estilo rococó que influenciaron al sector de la porcelana de todo el Viejo Continente. Apoyado por ayudantes como Johann Friedrich Eberlein y Peter Reinecke, Kändler siguió trabajando hasta su muerte en 1775.
En 1756, en plena Guerra de los Siete Años, las tropas prusianas ocuparon Meissen, dando la oportunidad a Federico II de Prusia de que se trasladasen algunos de los artesanos y crearan la Königliche Porzellan Manufaktur Berlin. Con el cambio de gusto artístico que conllevó el Neoclásico y el auge de la porcelana de Sèvres en la década de 1760, Meissen tuvo que reajustar su producción. Tras la reorganización de 1763, C.W.E. Dietrich de la Academia de Dresde se convirtió en director artístico y el francés Michel-Victor Acier en jefe de escultores. La práctica de imprimir el número de molde en libros de inventario comenzó en 1763. Bajo la dirección del conde Camillo Marcolini (desde 1774), la producción de la manufactura estuvo marcada por estilos "a lo Sèvres" y escarceos con el neoclasicismo, como, por ejemplo, piezas de biscuit mate blanco de apariencia marmórea.
En el siglo XIX Ernst August Leuteritz modernizó muchas de las miniaturas rococós y las comercializó creando un "segundo Rococó", rico en detalles de trenzados (hechos con lazos reales) y flores. Los coleccionistas ingleses llegaron a emplear el término de porcelana de Dresde para describir este estilo, especialmente para referirse a aquellas estatuillas femeninas que sugerían timidez coqueta o candorosa. Bajo la dirección de Erich Hösel (desde 1903), los viejos estilos fueron revisados y reinterpretados. Hösel restauró modelos del siglo XVIII. Comenzaron a producirse algunos atractivos trabajos en la línea del Art Nouveau, pero el pilar principal de la producción de Meissen siguieron siendo las recreaciones de modelos dieciochescos.
En 1933, el Estado de Sajonia restringió la libertad artística en el marco del proceso de adoctrinamiento que imperaba en la Alemania nazi. Algunos creadores con una concepción rupturista del arte fueron proscritos. Por ejemplo, muchas obras del escultor expresionista Ernst Barlach fueron tachadas de "arte degenerado". Tras la Segunda Guerra Mundial y bajo el gobierno comunista de la RDA, la porcelana tuvo dificultades para readaptarse a la nueva situación, al tratarse de un sector tradicionalmente destinado a minorías acaudaladas. Proletarizar una industria como la de la porcelana de Meissen podía suponer el peligro de que acabara convirtiéndose en una fábrica más de producción en masa. Fue a partir de 1969, cuando Karl Petermann se hizo cargo de la fábrica, que Meissen pudo volver a sus viejas tradiciones, permitiéndosele también una expresión artística más libre.

## Diseños de vajillas

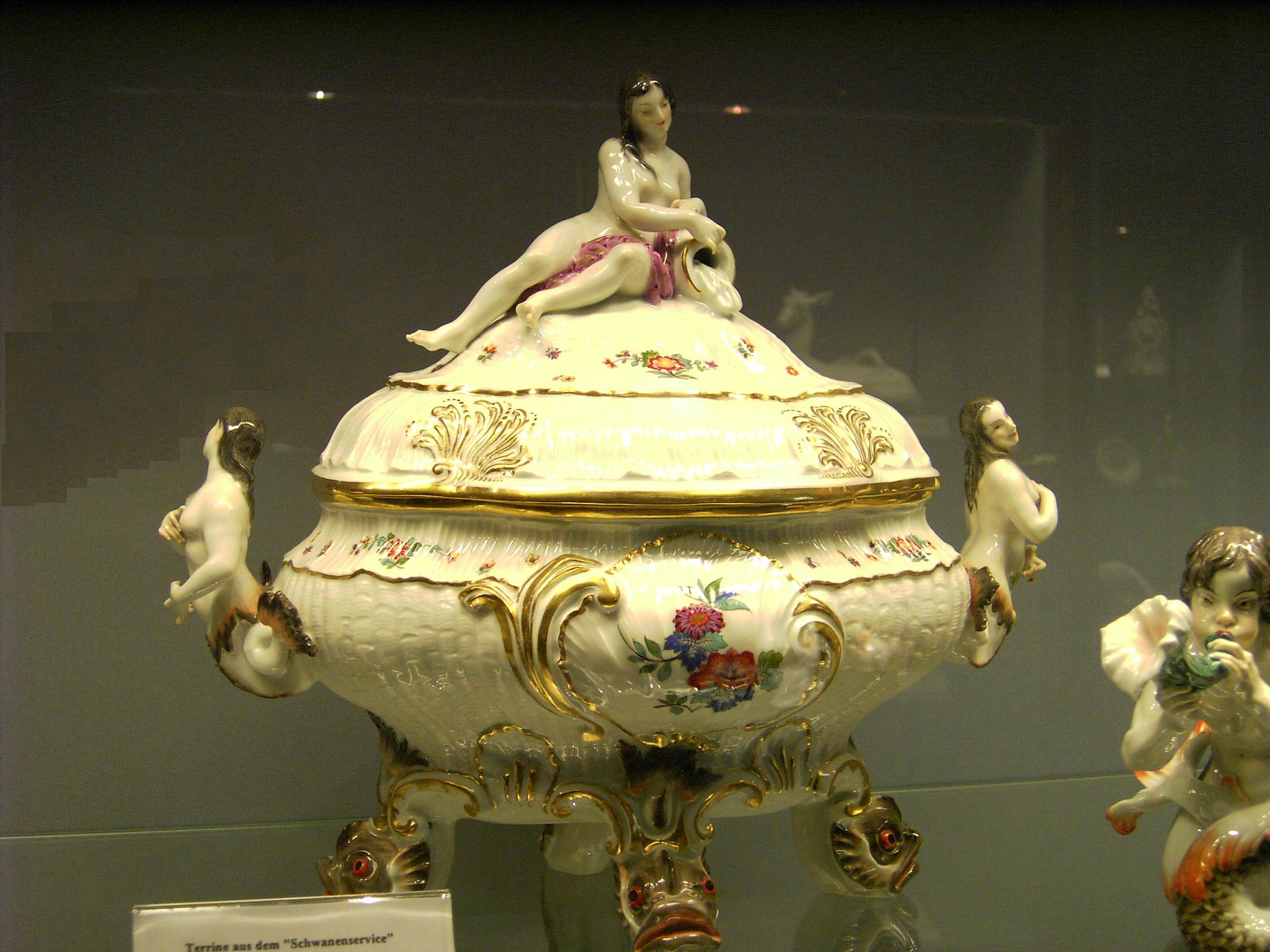
Sopera del Schwanenservice.

Ya desde la época de Böttger se contempló la producción de vajillas; los primeros juegos datan de la década de 1720. Las primeras vajillas eran sencillas y fue Kändler el que introdujo decoraciones a juego. Hacia 1740, Meissen creó la famosa vajilla Schwanenservice (‘servicio del cisne’), de más de mil piezas, para el protector de Kändler, el Conde Heinrich von Brühl (véase también: Terraza de Brühl). Tras la Segunda Guerra Mundial, las piezas se dispersaron, pero los moldes se han conservado, y en la actualidad se pueden adquirir réplicas de las piezas de esta vajilla. Kändler produjo durante 1745 un patrón denominado "nuevo recorte", caracterizado por el corte ondulado de los bordes.
El “modelo de la cebolla” (Zwiebelmuster) lleva produciéndose cerca de tres siglos. Se trata de un diseño de Höroldt de 1739 y probablemente está inspirado en un cuenco chino del periodo Kangxi. Debido a su popularidad ha llegado a ser copiado por más de 60 compañías. Muchas piezas que imitan los famosos adornos del Zwiebelmuster han sido creadas por sus competidores, empleando incluso el nombre de Meissen como marca.  El patrón era tan popular y estaba tan extendido, que el Tribunal Supremo de Alemania declaró el término Meissener Zwiebelmuster (‘modelo de la cebolla de Meissen’) de dominio público en 1926. 
Otros modelos populares que siguen produciéndose son el de la “rosa púrpura” y el de las “hojas de parra”. Otra serie de vajillas tiene grabados bajo el vidriado motivos de dragones rojos y dorados volando alrededor del borde del plato, con un medallón en el centro del molde. Una versión de este modelo se usaba precisamente en el refugio bávaro de Adolf Hitler.

## Propiedad

Logotipo de la época comunista como empresa de propiedad pública (Volkseigener Betrieb).

Al comienzo de la manufactura, la propiedad de la producción pertenecía al rey de Sajonia. En 1830 la propiedad pasó al Estado. Después de la Segunda Guerra Mundial, la mayoría del equipamiento de la factoría fue a parar a la Unión Soviética como parte del botín de guerra. No obstante, en 1946 los trabajadores y artistas de las fábricas volvieron a los métodos tradicionales mediante el empleo de crisol y de esta forma se evitó que la producción quedara definitivamente interrumpida. La compañía tuvo una profunda relación con la producción de la Unión Soviética; este fenómeno permitió que siguiera existiendo la comunidad de artistas que decoraban las porcelanas. Tras la creación de la República Democrática Alemana la empresa pasó a ser propiedad del gobierno alemán y en 1950 una entidad perteneciente al pueblo. Luego de este periodo, la compañía Meissen Porzellan volvió a ser rentable y esto se convirtió en un problema en una economía comunista. Al reunificarse Alemania en 1990, la compañía fue devuelta al estado federado de Sajonia. Entre tanto sus productos se habían vuelto caros, la calidad extrema y el valor artístico tan alto que empezaba a ser interesante para los coleccionistas.

## Colecciones de porcelana de Meissen
La extremada rareza de algunas partidas de la porcelana de Meissen y el enorme valor que les confiere la calidad del material empleado, hicieron que fueran empleadas exclusivamente por la nobleza y la realeza. La porcelana de Meissen fue encargada, entre otras, por las casas reales rusa, francesa e inglesa, así como por otras casas nobiliarias de países de Europa. De esta simple forma, la porcelana de Meissen se fue repartiendo por diferentes colecciones. Cuando empezaron a emerger las clases acomodadas de Estados Unidos, también adquirieron piezas de viejas colecciones (como los Vanderbilt, que comenzaron la suya propia). Algunas de estas colecciones pueden disfrutarse en diferentes museos del mundo.

## Personalidades en Meissen

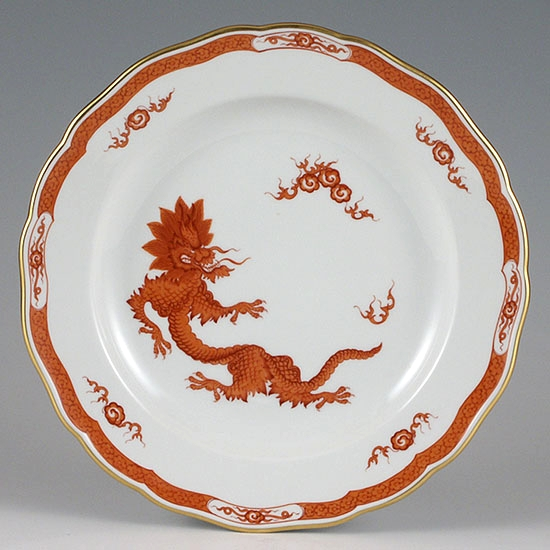
Plato con motivo de inspiración oriental.

- Ehrenfried Walther von Tschirnhaus, inventor de la porcelana europea
- Johann Friedrich Böttger, introdujo el proceso de la manufactura de la porcelana
- Heinrich Gottlieb Kühn, inventor del proceso de colores
- Friedrich August Köttig, inventor del Meissen Blau
- Johann Joachim Kändler, escultor y modelista
- Johann Gregorius Höroldt, pintor de porcelana que desarrolló las técnicas de colorantes

## Artistas delsigloXX/XXI
- Peter Strang, desde 1968 como artista plástico, hasta 1993 director de la producción artística.
- Olaf Fieber, desde 1987 como artesano industrial, emancipado a partir de 2006